# あっぱれ!KANAGAWA大行進
『あっぱれ!KANAGAWA大行進』（あっぱれ かながわだいこうしん）は、2002年4月7日から2025年3月29日までテレビ神奈川（tvk）で放送されていた情報バラエティ番組である。番組内通称「あっぱれ!」。

## 概要
テレビ神奈川開局30周年記念番組と銘打ち、生放送と録画の2部構成で1年で当時の県内37市町村を巡り、終了する予定であったが、比較的好評であったことと、全ての市区町村がテレビ神奈川の株主であるという事情により、続行されることとなった。
現在は、生放送及び二部構成が廃止となり、暫く夜のゴールデンタイムに撮って出しで放送していたが第11期の途中から放送前週などのロケ収録に切り替わっている。2006年度からハイビジョン放送を行っている。2021年度から録音放送が廃止となり、収録放送と字幕放送を行っている。
第1期 - 第2期は吉本興業所属のぜんじろうを起用したこともあり番組の知名度を得た。その後、第3期に入り、出演者を一新したが番組の勢いは失速。第3期の出演者は1年にも満たずに降板となった。第4期 - 第10期はデビット伊東が担当した。第11期 - は、大橋 彰（アキラ100%）と、10期に引き続いて赤間有華（tvkアナウンサー）が、第12期からは照井七瀬が担当している。
2024年12月28日、テレビ神奈川は2025年3月で本番組を終了することを発表。予定通り2025年3月29日をもって番組が終了。23年の放送に幕を降ろした。
なお、当番組のスタッフの一部が引き継ぐ街ブラの情報バラエティ番組として、同年4月4日金曜日の22:30にて、堀内健（ネプチューン）MCの『ココホリケンケン』がスタートする。

## 放送時間と出演者

### 放送時間
- 第 1期　2002年4月7日 - 2003年3月30日 第1部…11:30 - 12:30（生放送） 第2部…15:00 - 16:00（生および録画放送）いずれも日曜日放送（天気予報を包含）、木・金曜日再放送
- 第 2期　2003年4月7日 - 2004年4月25日 第1部…11:30 - 12:25（生放送）  第2部…15:00 - 15:30（録画放送）いずれも日曜日放送、木・金曜日再放送
- 第 3期　2004年5月2日 - 2005年3月27日 第1部…11:30 - 12:25（生放送） 第2部…15:00 - 15:30（録画放送）いずれも日曜日放送
- 第 4期　2005年4月9日 - 2007年3月31日 20:55 - 21:50（録画放送）土曜日放送
- 第 5期　2007年4月7日 - 2008年3月29日 20:55 - 21:50（録画放送）土曜日放送
- 第 6期　2008年4月5日 - 2009年3月28日 20:55 - 21:50（録画放送）土曜日放送
- 第 7期　2009年4月3日 - 2013年3月30日 20:55 - 21:50（録画放送）土曜日放送
- 第 8期　2013年4月6日 - 2015年3月28日 20:55 - 21:50（録画放送）土曜日放送
- 第 9期　2015年4月4日 - 2019年3月30日 20:55 - 21:50（録画放送）土曜日放送、　2018年4月6日 - 2019年4月5日 金曜 12:30 - 13:30（前週分の再放送）
- 第10期  2019年4月6日 - 2021年3月27日 20:55 - 21:50（録画放送）土曜日放送、 2019年4月12日 - 2021年4月2日 金曜 12:00 - 12:55（前週分の再放送）
- 第11期  2021年4月10日 - 2022年3月26日 21:00 - 21:55（収録放送）土曜日放送、 2021年4月16日 - 2022年4月1日 金曜 12:00 - 12:55（前週分の再放送）
- 第12期  2022年4月9日 -  2025年3月29日 21:00 - 21:55（収録放送）土曜日放送、 2022年4月15日 - 金曜 12:00 - 12:55（前週分の再放送）

### 出演者
- 第1期　ぜんじろう・川村華代・仲山今日子（当時tvkアナウンサー）
- 第2期　ぜんじろう・川村華代・尾辻舞（当時tvkアナウンサー）
- 第3期　shingo・CHURU-CHUW・相賀真理子（当時tvkアナウンサー）
- 第4期　デビット伊東・佐藤亜樹（当時tvkアナウンサー）
- 第5期　デビット伊東・三浦綾子（当時tvkアナウンサー）
- 第6期　デビット伊東・中村理恵（当時tvkアナウンサー）
- 第7期　デビット伊東・三崎幸恵（当時tvkアナウンサー）
- 第8期　デビット伊東・細木美知代（当時tvkアナウンサー）
- 第9期　デビット伊東・久本真菜（当時tvkアナウンサー）
- 第10期　デビット伊東・赤間有華（当時tvkアナウンサー）
- 第11期　大橋 彰（アキラ100%）・赤間有華（当時tvkアナウンサー）
- 第12期　大橋 彰（アキラ100%）・照井七瀬（tvkアナウンサー）

### 出演者の変遷
| 出演者の変遷  | 出演者の変遷  | 出演者の変遷         | 出演者の変遷 |
| 開始日        | 終了日        | MC                   | アシスタント |
| ------------- | ------------- | -------------------- | ------------ |
| 2002年4月7日  | 2003年3月30日 | ぜんじろう・川村華代 | 仲山今日子   |
| 2003年4月7日  | 2004年4月25日 | ぜんじろう・川村華代 | 尾辻舞       |
| 2004年5月2日  | 2005年3月27日 | shingo・CHURU-CHUW   | 相賀真理子   |
| 2005年4月9日  | 2007年3月31日 | デビット伊東         | 佐藤亜樹     |
| 2007年4月7日  | 2008年3月29日 | デビット伊東         | 三浦綾子     |
| 2008年4月5日  | 2009年3月28日 | デビット伊東         | 中村理恵     |
| 2009年4月3日  | 2013年3月30日 | デビット伊東         | 三崎幸恵     |
| 2013年4月6日  | 2015年3月28日 | デビット伊東         | 細木美知代   |
| 2015年4月4日  | 2019年3月30日 | デビット伊東         | 久本真菜     |
| 2019年4月6日  | 2021年3月27日 | デビット伊東         | 赤間有華     |
| 2021年4月10日 | 2022年3月26日 | 大橋彰               | 赤間有華     |
| 2022年4月9日  | 2025年3月29日 | 大橋彰               | 照井七瀬     |

### 代演
2015年度以降、レギュラー出演者の代演は行われていない。2022年度にはMC、アシスタントが一回ずつ休演したが、いずれも相方の単独出演で対応した。
- 布川敏和（2007年9月8日 - 10月20日） - デビットの代演[4][5]
- 佐藤亜樹、根岸佑輔（2012年12月17日） - デビットの代演[6]
- トーマスサリー（2013年5月11日） - 細木の代演[7]
- 三﨑幸恵、トーマスサリー（2013年12月14日） - デビットの代演[8]
- 根岸佑輔（2014年4月26日） - デビットの代演[9]

## スタッフ
- テーマソング「あっぱれ人生松竹梅」DOMINGOS（ - 2019年3月）
- オープニングテーマ「天空パレード」真心ブラザーズ（2019年4月 - 2024年3月）[10]
- エンディングテーマ「笑える」吉田山田（2019年4月 - 2024年3月）[11]
- テーマソング「apparently」志田音々（2024年4月 - ）
- 演出
  - 大島陽一
  - 木村歩（ - 2017年3月）
  - 高橋伸嘉（ - 2016年3月、2021年4月 - ）
  - 篠山孝（2016年4月 - 2021年3月）
  - 北條成一（2017年4月 - 2019年3月、2021年4月 - ）
  - 福山健一（2019年4月 - 2021年3月）
- プロデューサー
  - 武富俊一（ - 2015年10月[注 2]）
  - 武内和之（2015年10月[注 2] - 2021年3月）
  - 篠山孝（2021年4月 - 2025年3月）
- 制作協力： tvkコミュニケーションズ
- 制作著作：テレビ神奈川（tvk）

## コーナー

### 第1期
- ぜんじろうのこの町探検 … 町をぶらぶら歩き紹介する。
- このまちをのぞいてみよう … 町の商店街などを紹介する。
- このまちのあっぱれ … その町のユニークな人や有名人を紹介する。
- このまちのうたをつくろう … デュオ・アルケミストが町の人にその町のキーワードをいくつか聞いて即興で歌を作る。
- かながわのご馳走 … 町の名料理人に地場の素材を使い新メニューを作ってもらう。レシピは後日神奈川新聞に掲載。
- ぜんじろう vs 子供たち … ぜんじろうが地元の小学校に出向き、小学生とトークを繰り広げる。
- 風竜・感動の旅路 … 日本道路公団（当時）とのタイアップ。宇崎竜童と風間深志が車でその町を訪れ、地元の人と交流する。

### 第2期
- ぜんじろうのこの町探検 … 1期とほぼ変わらず。
- このまちをのぞいてみよう … 1期とほぼ変わらず。
- このまちのあっぱれ … 1期とほぼ変わらず。
- 華代の花嫁修業 … 川村華代が花嫁になるために家庭料理や作法に挑戦する。放送日に再度それに挑戦するが失敗することが多い。
- あっぱれ!瓦版 … 神奈川新聞に取り上げられている記事を紹介する。
- 君はこのまちを知っているか? … 放送を観覧した人がその町の名物や人について○×クイズに挑戦する。
- 街の伝言板、告知コーナー … その町に関する行事や店の紹介など30秒以内に何でも宣伝できる。
- その他、「白井貴子のミニミニ遊び場大発見」や「このまちの遊び場」などが放送された。

### 第3期
- shingoのローカル宣（せん） … shingoがフリップを使ってその町の歴史や秘密を紹介する。この時、CHURU-CHUWのうりがボンゴを叩いて場を盛り上げる。2004年6月27日から「しんごのローカル宣」に変更。
- CHURU-CHUWのあっぱれ!が来るよ〜 … 番組当初はストリートライブを行い、「会場に行きますよ券」を道行く人100人に配布していたが、3人くらいしか来ないため、このまちのあっぱれとほぼ変わらなくなっている。
- CHURU-CHUWのライブパフォーマンス … CHURU-CHUWのあっぱれ!が来るよ〜で出会った人やものを歌にするコーナー。ほとんどが替え歌が多い。
- 父の晩酌PaPaたいむ … その町に働くお父さんを密着取材し、普段の家庭内での料理や私生活を紹介する。
- あっぱれ!瓦版 … 上記参照
- わたしの自慢フマン（ - 2004年8月15日） … 放送を観覧した人の自慢や不満を述べるコーナー。
- だってうまいんだもん!（2004年8月29日 - ） … 相賀アナがその町のおいしい食べ物を紹介していく。
- 生でガチンコ30秒 … 街の伝言板、告知コーナーに同じ。

### 第4期
- イベント等の有無にかかわらず県内各地の観光情報等を放送。佐藤が『みんなが出るテレビ』(以下･みんテレ)開始 (2004年5月)からMCを担当したが、番組出演者のやまだひさしやみんテレスタッフと軋轢を起こしたため、同年12月に降板させられたことを根に持っているため『みんテレ』が取材に訪れたイベントや店には極力行かないようにしているとのことを佐藤が語っている。ただし2006年10月21日放送の愛川町では『みんテレ』で取材したブラジル料理専門店を訪れた。
- このまちに乾杯 … 飲食店、自治会、個人宅などで名物料理、郷土料理を紹介し、最後は出演者全員がアサヒビールを持ち乾杯をする。
- 情報ストリート … 神奈川新聞に掲載されたお勧めのイベント情報を紹介。その週に紹介した市町村のイベントが主。

### 第5期
- このまちに乾杯 … 第4期と変わらず。
- あっぱれ宝もの拝見! … 町の人の宝ものを見せてもらう企画。
- 情報ストリート … 第4期と変わらず。『お出かけ宣言』のサブタイトルが付く。

### 第6期
- このまちに乾杯 … 第4期・第5期と変わらず。
- あっぱれ!チア・ぷろじぇくと … 各市町村で見つけた日本一や世界を目指す人達や、職人としての腕を磨き先達を抜くのを目標にしている人を応援し、追跡する企画。その人に対して直筆メッセージが書かれたプレートをプレゼントする。場合によってはコーナー外で同様なことがされる場合がある。
  - このコーナーのきっかけは、第5期で出会った富士通レッドウェーブである。
- iバザール・・・神奈川新聞のリニューアルに伴い、それまでの情報ストリートを改めたもの。

### 第7期
- このまちに乾杯 … 第4期・第5期・第6期と変わらず。（東日本大震災以降はこのコーナーはロケ地お店でグルメを堪能した後アサヒビール神奈川工場の紹介だけに変っている。）
- iバザール…第6期と変わらず。
- ありあけのハーバー紹介…ありあけがスポンサーに付いた時期以降、ロケ地の一般からの出演者に司会の2人から「あっぱれオリジナルパッケージ、ありあけのハーバー」をプレゼントする。

### 第8期
- ロケ地でのグルメを堪能するコーナー（旧このまちに乾杯）
- iバザール…第7期と変わらず。スポンサー降板により2013年度で終了。
- ありあけのハーバー紹介…第7期と変わらず。横浜マラソン案内の回（2015年3月14日）ではありあけ本館HARBOUR'S MOONにて社長が出演。

### 第9期
- ロケ地でのグルメを堪能するコーナー（旧このまちに乾杯）
- ありあけのハーバー紹介…第7,8期と変わらず（ - 2018年3月）。

### 第10期・第11期
特に名前を冠したコーナーは用意されていない。

### 第12期
- あっぱれ！海プロＱ…海に精通する県内在住の「海プロキッズ」たちが、海に関連するヒト・モノ・コトなどを、老若男女が参加しやすいクイズ形式で出題。
- この街の"あっぱれさん"…その街で活躍する若き社会人に注目して応援していくコーナー

## 増刊号
各期とも3 - 5週に1回、定期的に放送している。
- 第1期・第2期の増刊号は全て録画放送であった。
- 過去にはロケバスから放送を行ったこともある。
- 第2期最後の放送（2004年4月25日）は総集編として第1回からの放送を振り返り、ドミンゴスによるライブを行った。
- 2019年度より字幕放送を開始。
- 2022年2月26日放送の増刊号において、赤間有華アナの2022年3月いっぱいでの卒業報告がされた。

## その他
- オープニングとエンディング曲はドミンゴスの「あっぱれ人生松竹梅」。また、エンドロールで流れる曲はキンモクセイの「さらば」（～2019年3月）。
- 第1回放送で川村華代は頭が混乱したままインタビューを行い、その後にプロデューサーに激怒され、号泣した。
- 2003年9月28日にはスペシャルゲストに阿藤快が出演した。
- 第2期の生放送最後の2週（2004年4月11日 - 同年4月18日）は「横浜特集」として、元町・横浜メディアビジネスセンター・イセザキモールから放送した。
- 『saku saku』の黒幕がこの番組を真似て「あっぱれ！KANAGAWA小行進」なる企画を放送したことがある。「オレらは大行進はできないから」と愚痴りつつも「♪あっぱれ！ KANAGAWA、あっぱれ！ KANAGAWA小行進〜！」と歌いながら、あかぎあいと黒幕が大山詣でをするものであった。
- 第2期を担当したぜんじろう、川村、尾辻の3名は今でもとても仲がよい。今でもぜんじろうが司会を担当しているネットラジオに尾辻が登場したり、ぜんじろうの舞台を川村と見に行ったりしている。なお、そのネットラジオでは「尾辻さんに重大発表がありますが、（ここで言わなくて）いいですね、別に。」という発言があったが、それは尾辻の結婚だった。
- 仲山から尾辻に交代したのは、tvkを退社する松本尚子の後任として、仲山が『ニュース930』へスイッチするためだったが、結局、半年後に本人も結婚退社した（仲山はその後tvk本体に復帰した事がある）。
- 第1期は、1部を木曜15:00から、2部を金曜15:00より再放送していた。その際、天気予報は自動放送により最新版のものに差し替えて放送した。
- 第3期最初の放送は、放送場所の浦賀にちなみ、shingoがジョン万次郎に扮して放送した。
- 第3期は雨など放送時の天候に恵まれなかった。
- 2004年8月29日から松田町でCHURU-CHUWがあみんの待つわの替え歌を披露してから、CHURU-CHUWのライブパフォーマンスで町紹介の替え歌を歌うようになった（たまにオリジナル曲あり）。
- 通常、撮影用のカメラは1台のみである。ただし、増刊号用に別部隊のカメラがいる。
- 番組オリジナル商品としてデビット伊東考案の「あっぱれラーメン」、佐藤亜樹デザインの「あっぱれTシャツ」がある。「あっぱれラーメン」は2005年夏に「でびっと」大和店で限定販売。Tシャツは2006年版から東急ハンズ横浜店、TVKサービス（通販）で販売された。限定300着（完売）。
- 第5期の一部の回では、デビット伊東出演の舞台公演と番組の放送スケジュールが重なったため、デビットの代わりに布川敏和が出演した。第7期でもデビット出演の舞台公演と重なったことがあり、TVKアナウンサーのみでの放送や、早朝3時からの撮って出し撮影や羽田空港で帰宅を待ちぶせしてそのまま撮って出しを強行するなどの回もあった。
- デビット伊東はこの番組が縁で、大田区雪谷から横浜に転居した。本人曰く「『あっぱれ』は30年続けたい」とのこと。また、ディレクター（現在はディレクター4名が交代で担当）が企画・ロケハンから収録まで1人ですべて仕切っていることを挙げ、「キー局には『あっぱれ』をやりたいテレビマンがたくさんいる」と語った。
- 第7期最後の放送（2013年3月30日）では神奈川県を飛び出して、静岡県の伊東市・熱海市からの撮って出しを放送。収録は、前乗りという形で金曜日と土曜日に行われた。また、この日をもって歴代最長4年間のアシスタントを務めた三崎幸恵が番組を卒業した。
- 本番組スタッフで音声担当の田中勝己（番組内での通称はロクさん。元・日放の技術者であり、定年後も本番組を担当。ロクさんとの名は、柳沢きみおの漫画作品『女だらけ』の主人公・野崎六助に由来）の人気がスタッフだけでなく視聴者の間でも高まり、2014年増刊号オリジナル企画として、「武富プロデューサー発案・坂本カメラマン撮影によるロクさんカレンダー」（卓上サイズ、非売品）が制作され、視聴者プレゼントとなった。
- 第9期開始当初の放送（2015年4月4日・11日）は、新アシスタントの久本真菜の指導の名目で、第8期にて卒業した細木美知代が引き続き出演した。
- スポンサー　アサヒビールがメインスポンサー（提供クレジットで社名がアナウンスされる）であり、ランチ後半では出演アナウンサーの現場ナレーションによる地元アサヒビール神奈川工場の紹介CMが番組中に流れる。2014年4月より神奈川県横浜市に本社をおくノジマもメインスポンサーに加わり、ノジマステラ神奈川相模原の選手等を取り上げたり、2018年4月21日の放送では前日までノジマチャンピオンカップ(4月19 - 20日)が開催された箱根カントリー倶楽部にてロケが行われた。かつてありあけのハーバーもスポンサーのうちの一社であり（ - 2018年3月）、ありあけ本店訪問や、番組出演者に「あっぱれオリジナルパッケージのありあけのハーバー」を配ったり（久本アナのナレーションによるCMが流れる）、各ハーバーの視聴者プレゼントがあった。2018年9月にノジマがスポンサーを降り、同年12月より「ウェルネスダイニング」（食事制限専門の宅配食（冷凍）通販ショップ、本社東京都江東区）が加わる（2019年3月まで）。なお2018年より始まった金曜昼の再放送はノンスポンサー（自局関連番組・イベント案内のみ）で、オープニング・エンディングのテーマ曲が流れる部分でもナレーション・提供社名字幕は入らない。そのため本放送でナレーション・提供社名字幕に被っていて聞き取りにくい（見えない）部分も再放送では確認しやすい。
- 2010年4月10日の放送では、鎌倉市の回であったが、裏番組の出没!アド街ック天国も同様に鎌倉であったりと、ロケ地が放送日基準で被ることも多々ある。
- 原則として神奈川県内の市区町村を巡っているが、時折「県外出張編」として、神奈川県に隣接する市区町村を訪れることがある。特に2011年からは、地形的に神奈川県に食い込んだ形になっている東京都町田市を年に一・二度訪問している。また、2015年から2017年には、川崎市に隣接する東京都大田区を四度訪問している[12]。
- 2017年7月8日 - 29日の4週間、2018年7月14日 - 28日の3週間、2019年7月13日 - 27日の3週間は21:30 - 21:40に『tvkニュース・天気』、21:40 - 22:00に『高校野球ニュース』が放送されるため、本番組は55分繰り上げとなる20:00 - 20:55での放送となった。再放送は原則として無し。
- 2019年4月より番組ロゴを一新し、オープニング（真心ブラザーズ・天空パレード）・エンディング（吉田山田・笑える）も新しいものとなった。
- 2019年10月12日は台風19号の影響で、撮って出しが延期になったため、2019年9月14日に放送された増刊号の再放送になった。
- 2020年3月28日は南足柄市から撮って出しを行う予定だったが、新型コロナウイルスの影響で、撮って出しが急遽取り止めになったため、2週間前に放送された山北町の再放送になった。このため、2019年度は県内33市町村を巡らないまま終了となった。なお、2020年3月28日に撮って出しを行う予定だった南足柄市は、約4か月後の2020年7月11日に撮って出しが行われた。
- 2020年4月4日以降も新型コロナウイルスの影響で、撮って出しが急遽取り止めになったため、1年前に放送された回の再放送となったが、6月から撮って出しが再開された。ただし、6日と13日は、tvk本社周辺を巡る形になり、20日の秦野市以降、徐々に本格的に再開となった。
- 2021年1月9日は山北町から撮って出しを行う予定だったが、新型コロナウイルスの影響で、撮って出しが急遽取り止めになったため、2021年2月27日までは2019年度の再放送となった。また、この日をもって歴代最長15年間のMCを務めたデビット伊東が番組を卒業した。
- 第12期アシスタントの照井は、2022年4月1日放送の生放送番組「これからどうするtvk」の中で屋外レポーターを担当し、あっぱれ担当する旨をサプライズに告げられた。
- 2022年10月15日放送の「大磯町」の回では、大橋彰が体調不良のため、急遽欠席となり、照井のみの出演となった。
- 2023年2月25日放送の増刊号では、照井七瀬が木曜のみアシスタントを担当している昼の看板ワイド番組『猫のひたいほどワイド』の猫の手も借り隊水曜ブルーの牧田習がゲストで出演した。
- 2023年3月20日から同月31日まで、tvk開局50周年記念イベントの一環として、期間限定で在京民放キー局5社が共同運営しているTVerでの配信を行った[13][14]。なお、本番組は日本テレビが運営している無料動画配信サービス「日テレ無料TADA!」に提供しており、TVerでは更にその供給を受ける形で配信されている。この経緯から、TVerでは日本テレビ系列の番組として扱われていた[15]。